# Dr Pepper Snapple Group
Dr Pepper Snapple Group, (DPS) är den tredje största tillverkaren av läskedrycker i Nordamerika. Koncernen skapades 2008. Huvudkontoret är i Plano i Texas. I företagets sortiment återfinns mer än 50 märken, bland annat Dr Pepper, Snapple, 7 Up, Sunkist, Schweppes och RC Cola. 2010 hade företaget 19 000 anställda och 21 tillverkningsorter.
Företaget köptes 2018 av det i Luxemburg registrerade tyska familjeföretaget JAB Holding Company (JAB eller Joh. A. Benckiser), som sedan tidigare äger det amerikanska kaffeföretaget Keurig Green Mountain.

## Historik
Dr Pepper Snapple Group bildades 2008 i samband med att Cadbury Schweppes avyttrade sitt nordamerikanska dotterbolag Cadbury Schweppes Americas Beverages (CSAB). 2003 hade man slagit samman fyra olika divisioner till en koncern: Dr Pepper/Seven Up Inc, Snapple Beverage Group, Mott’s LLP och Bebidas Mexico och därmed bildat Nordamerikas tredje största tillverkare av läskedrycker.

## Produkter

### USA
- A&W Root Beer, Diet A&W Root Beer, A&W Cream Soda, Diet A&W Cream Soda, och A&W Float
- Cactus Cooler
- Canada Dry club soda, ginger ale, seltzer water, tonic water
- Country Time lemonade, pink lemonade, och lemonade iced tea
- Dejà Blue Vatten
- Diet Rite Cola, Cherry Cola, Golden Peach, Kiwi Strawberry, Red Raspberry, Black Cherry, Tangerine, och White Grape
- Dr Pepper, Diet Dr Pepper, Caffeine Free Dr Pepper, Caffeine Free Diet Dr Pepper, Cherry Vanilla Dr Pepper, Diet Cherry Vanilla Dr Pepper,  Diet Dr Pepper Cherry Chocolate
- Hawaiian Punch Fruit Juicy Red, Green Berry Rush, 'Mazin Melon Mix, Bodacious Berry, Tropical Vibe, Wild Purple Smash
- Hires Root Beer
- IBC Root Beer, IBC Black Cherry, IBC Cherry Cola, IBC Cream Soda
- Mott's
- Nehi
- Orange Crush
- Orangina
- Raging Cow
- RC och Diet RC
- Schweppes club soda, ginger ale, seltzer water, tonic water
- Schweppes Cola
- 7Up, Cherry 7Up, Diet 7Up, Diet Cherry 7Up, dnL, och 7Up Plus
- Snapple
- Squirt, Diet Squirt, Ruby Red Squirt, and Diet Ruby Red Squirt
- Stewart's Cherries 'n' Cream Soda, Cherry Cola, Cream Soda, Ginger Beer, Key Lime Soda, Lemon Meringue Soda, Oranges 'n' Cream Soda, Root Beer, Black Cherry Wishniak, and Strawberries 'n' Cream Soda
- Sun Drop, Diet Sundrop, Cherry Lemon Sundrop, Diet Cherry Lemon Sundrop, Caffeine Free Sundrop and Diet Caffeine Free Sundrop
- Sunkist, Diet Sunkist, och Sunkist Float
- SunnyD Apelsindryck och variants
- Tahitian Treat, a lightly carbonated fruit punch
- Vernors ginger ale
- Welch's grape and strawberry sodas
- Yoo-hoo choklad dryck
- Venom Energy Energi dryck

### Kanada
- A&W and Diet A&W root beers (distribuerad av Coca-Cola)
- Canada Dry (club soda, Cran-Ginger, ginger ale,)(distribuerad av Coca-cola rättigheterna ägs av PepsiCo i Atlantic Kanada)
- Country Time Lemonade (distribuerad av Cott)
- Cplus (orange, later Cplus Tahiti Treat, later Cplus Wink) (distribuerad av Coca-Cola)
- Crush (cream soda, grape, lime, orange, pineapple) (distribuerad av PepsiCo)
- Dr Pepper and Diet Dr Pepper (distribuerad av PepsiCo, rättigheterna ägs av PepsiCo)
- Hawaiian Punch (distribuerad av Cadbury Schweppes/Motts)
- Hires root beer och cream soda (distribuerad av Cott)
- Orangina (distribuerad av Cadbury Schweppes/Motts)
- RC cola (distribuerad av Cott)
- Schweppes (distribuerad av Pepsi)
- Slush Puppie
- 7Up (distribuerad av PepsiCo, rättigheterna ägs av PepsiCo i Kanada)
- Vernor's (distribuerad av PepsiCo)
- Snapple
- Stewart's Fountain Classics (Root Beer, Diet Root Beer, Orange & Cream, Diet orange And Cream, Black Cherry, Key Lime, Ginger Beer, Cream Soda)
- Wink

### Mexiko
- Peñafiel Mineral Water
- Peñafiel Fruit Sodas
- Peñafiel Naturel- Låg kalori fruktsoda, med Splenda.
- Peñafiel Frutal
- Peñafiel Twist
- Squirt, Squirt Light och Squirt Rusa (salt och lime). (distribuerad av Pepsi och Aga).
- Canada Dry club soda, ginger ale, tonic water (distributed by Pepsi in some areas)
- Schweppes
- Aguafiel purified water, frutal (jamaica, lime, mango, orange)
- Clamato
- Dr Pepper, Diet Dr Pepper
- Crush (Apelsin, Ananas, tamarindfrukt, tutti frutti, Apelsin light)
- Snapple